# Волосско-Балаклейский сельский совет (Харьковская область)
Волосско-Балаклейский сельский совет — входит в состав Шевченковского района Харьковской области Украины.
Административный центр сельского совета находится в селе Волосская Балаклея.

## Населённые пункты совета
- село Волосская Балаклея

### Ликвидированные населённые пункты
- село Михайловка

## История
- 1920 — дата образования.